# Flugunfall einer Boeing 707 der GAS Air Cargo bei Karm Umran
Der Flugunfall einer Boeing 707 der GAS Air Cargo bei Karm Umran ereignete sich am 13. Dezember 1988, als mit einer Frachtmaschine des Typs Boeing 707-351C der nigerianischen GAS Air Nigeria (General Air Services) ein Frachtflug vom Flughafen Daressalam in Tansania zum Flughafen Brüssel-Zaventem in Belgien durchgeführt werden sollte. Es war ein Zwischenstopp auf dem Flughafen Kairo-International in Ägypten geplant, die Piloten wichen jedoch aufgrund der Wetterverhältnisse in Kairo nach Luxor aus. Auf dem Weg dorthin stürzte die Maschine ab. Bei dem Unfall kamen neun Menschen ums Leben.

## Flugzeug

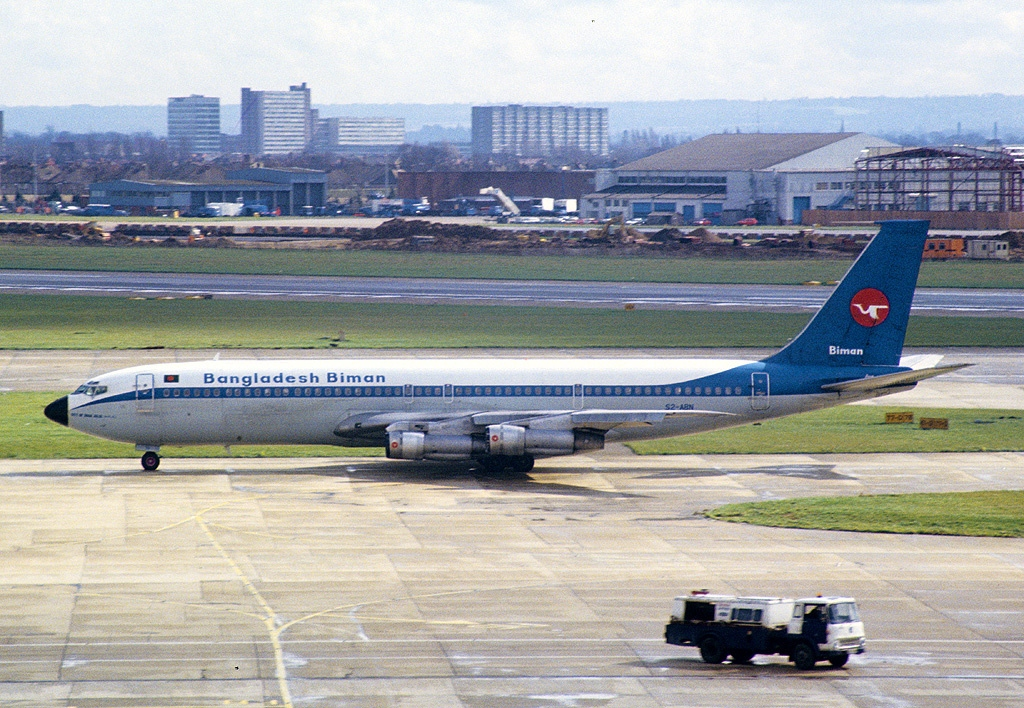
Die Maschine 1982 in der Bemalung der Biman Bangladesh

Das auf dem Flug eingesetzte Flugzeug war eine Boeing 707-351C. Es handelte sich um die 508. je gebaute Boeing 707 mit der Werksnummer 19168. Die Maschine hatte am 1. Juli 1966 ihren Erstflug absolviert, ehe sie am 12. Juli 1966 mit dem Luftfahrzeugkennzeichen N367US an ihren Erstbesitzer Northwest Airlines ausgeliefert wurde, bei dem sie die Flottenkennnummer 367 trug. Die Maschine wurde im Dezember 1973 an die Biman Bangladesh verkauft, die sie als S2-ABN betrieb und ihr den Taufnamen City of Shah Jalal gab. Im Juni 1988 ging die Maschine schließlich an die nigerianische Frachtfluggesellschaft GAS Air Cargo, die das Flugzeug mit dem Luftfahrzeugkennzeichen 5N-AYJ zuließ. Das vierstrahlige Langstrecken-Schmalrumpfflugzeug war mit vier Turbinen-Strahltriebwerken des Typs Pratt & Whitney JT3D-3B ausgestattet.
Es befand sich eine fünfköpfige Besatzung an Bord, bestehend aus Kapitän, Erstem Offizier, Flugingenieur, Lademeister und Bodentechniker. Darüber hinaus waren drei weitere Personen als Passagiere an Bord.

## Flugverlauf und Unfallhergang
Der Flug der Maschine hatte in Daressalam in Tansania begonnen und sollte zum Flughafen Brüssel-Zaventem führen. Ein Zwischenstopp zur Betankung war auf dem Flughafen Kairo-International vorgesehen. Bei der Ankunft in Kairo war das Wetter sehr schlecht mit Sichtweiten um die 400 Meter. Nach zwei Fehlanflügen um 20:53 Uhr und 21:07 Uhr beschloss die Besatzung, zu dem rund 600 Kilometer weiter südlich liegenden Flughafen Luxor umzukehren. Dort kam die Maschine jedoch nie an. Das Flugzeug stürzte um 21:50 Uhr bei einer fehlgeschlagenen Notlandung in ein Wohngebiet bei Karm Umran am Nil, rund 45 Kilometer nördlich von Luxor. Dabei wurde neben den acht Personen an Bord der Maschine auch ein Mensch am Boden getötet.

## Unfallursache
Nach Ansicht der ägyptischen Unfallermittler war die Unfallursache ein Treibstoffmangel, der aus wiederholten Fehlanflügen auf Kairo resultierte, die so lange fortgeführt wurden, bis nicht mehr genug Treibstoff übrigblieb, um den alternativen Flughafen in Luxor zu erreichen.
Eine weitere Rolle könnte die Auswahl eines zu weit entfernten Ausweichflughafens gespielt haben. Im Nildelta hätten verschiedene näher gelegene Ausweichflughäfen zur Verfügung gestanden, etwa in Alexandria. Selbst die Luftlinie von Kairo nach Scharm asch-Schaich oder Hurghada ist kürzer als jene nach Luxor. Auf Flügen von Kairo nach Luxor steht jedoch der Nil als visuelle Referenz zur Verfügung.